# Marcel·lià Coquillat
Marcel·lià Coquillat i Llofriu (Elche, novembre 1865 – Busot, 28 dicembre 1924) è stato un architetto spagnolo.

## Biografia
Nato nel 1865 a Elche, nella Comunità Valenciana, studiò architettura a Barcellona, laureandosi nel 1892. Seguendo le orme di importanti architetti catalani del tempo Lluis Domenech i Montaner, Coquillat sviluppò il proprio stile e si affermò come sostenitore del modernismo catalano realizzando la maggior parte delle sue opere a Barcellona e a San Just Desvern.
Tra il 1903 e il 1905 realizzò delle opere di restauro della Basilica di Santa María di Elche e nel 1906 collaborò con l'architetto Víctor Beltrí nella costruzione di Casa Maestre a Cartagena, un edificio modernista con una facciata straordinariamente decorata con elementi neo-rococò.
Uno degli edifici più noti di Coquillat era l'Hotel del Histógeno Llopis sul Paseo de Rosales di Madrid, costruito tra il 1912 e il 1914 in stile modernista catalano, largamente apprezzato dai suoi contemporanei e poi demolito negli anni '70.
Nel 1915 Coquillat fu incaricato di rimodellare la facciata della Casa Bonet nel quartiere alla moda dell'Eixample di Barcellona. Le case vicine all'edificio erano state tutte ristrutturate in chiave modernista in una varietà di stili contrastanti, tanto che l'isolato aveva preso il soprannome di Illa de la Discòrdia. Coquillat però decide di allontanarsi dallo stile delle altre abitazioni e rimodellò la facciata secondo linee neobarocche all'italiana.
Coquillat morì il 28 dicembre 1924 a Busot e, successivamente, la città di Elche l'omaggiò con il titolo di "Hijo Predilecto" (figlio prediletto) nel 1905 dedicando anche dei monumenti e intitolandogli una strada.

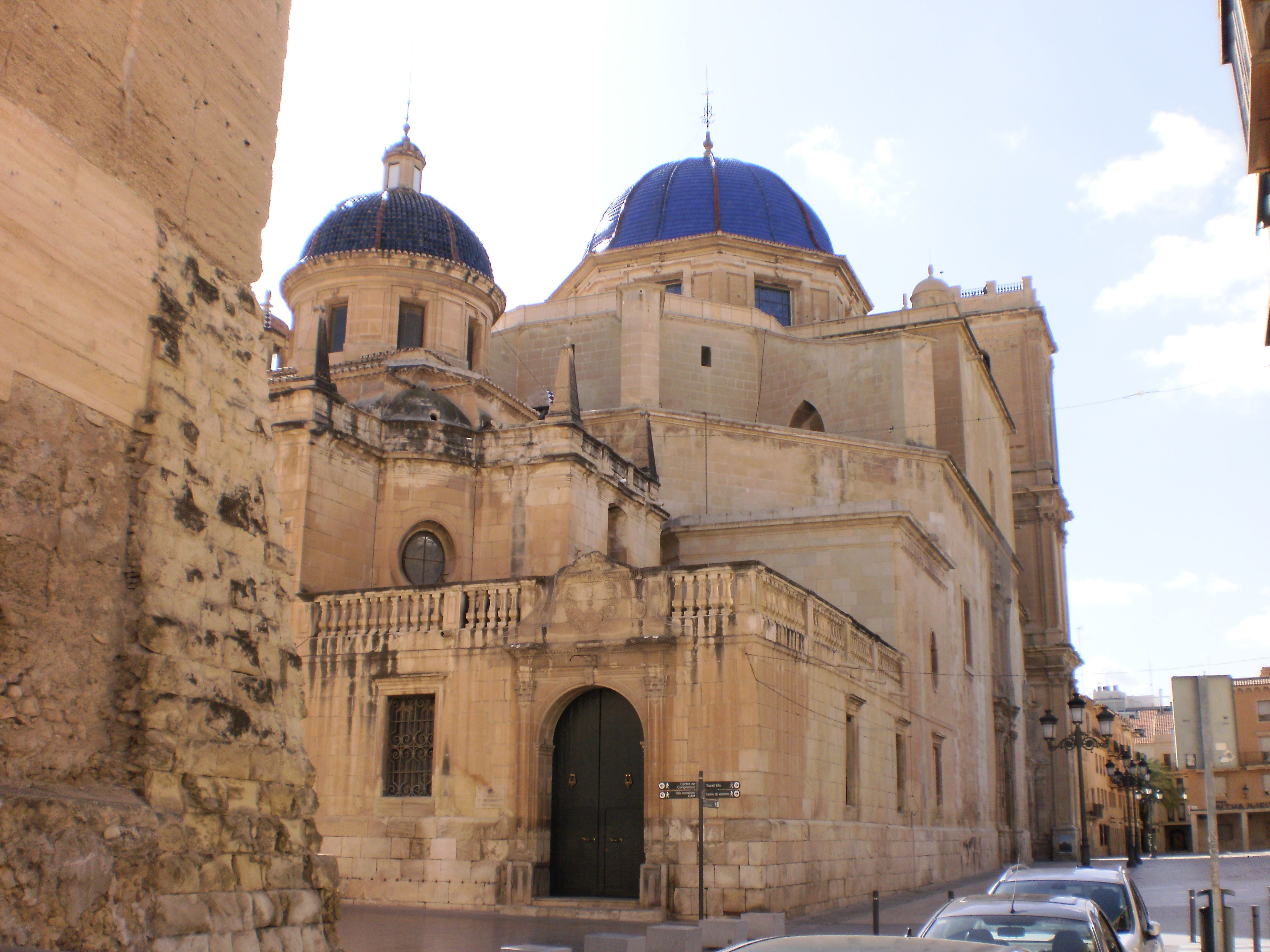
Basílica de Santa María, Elche
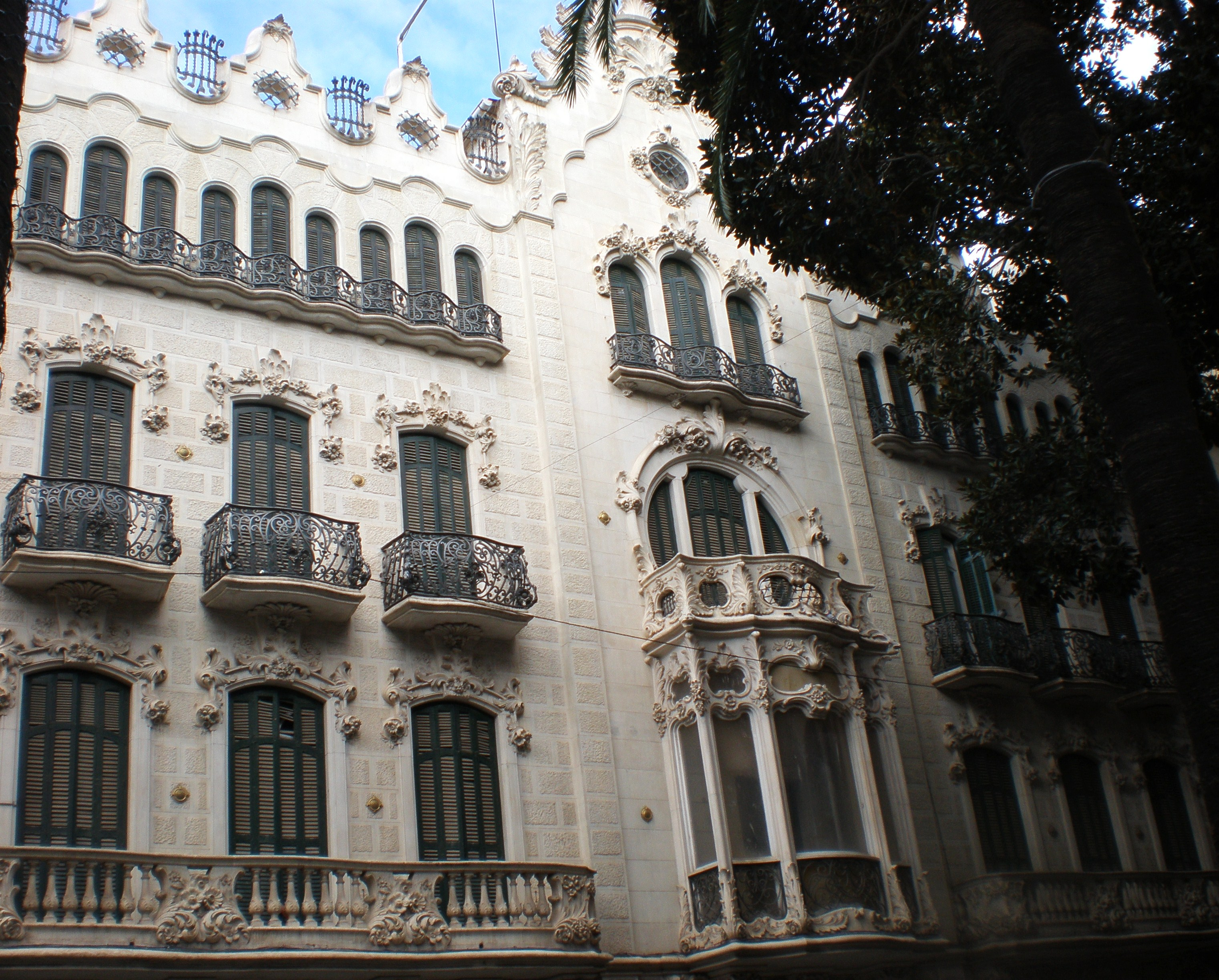
Casa Maestre, Cartagena
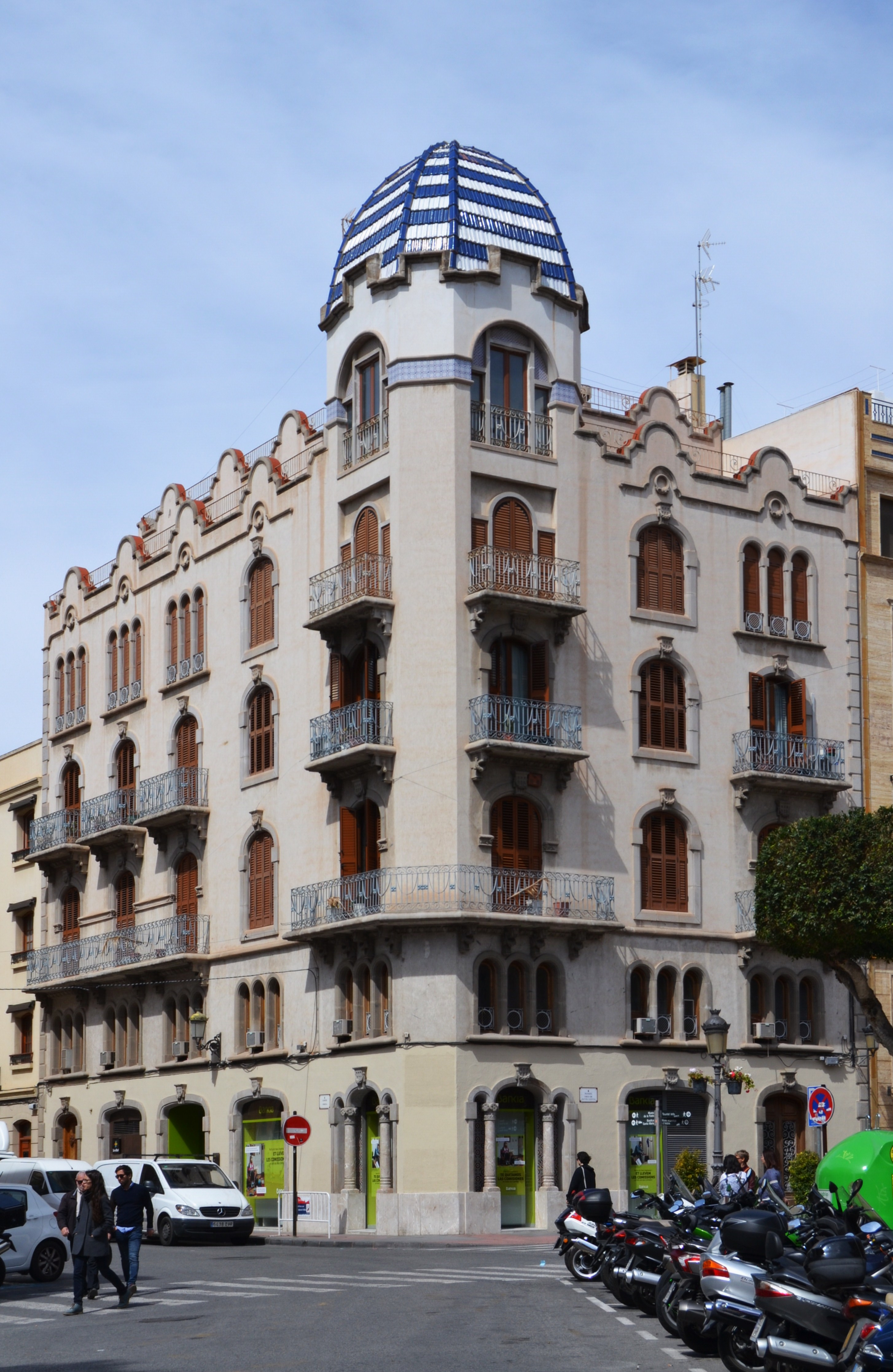
Edificio de la Mutua, Elche
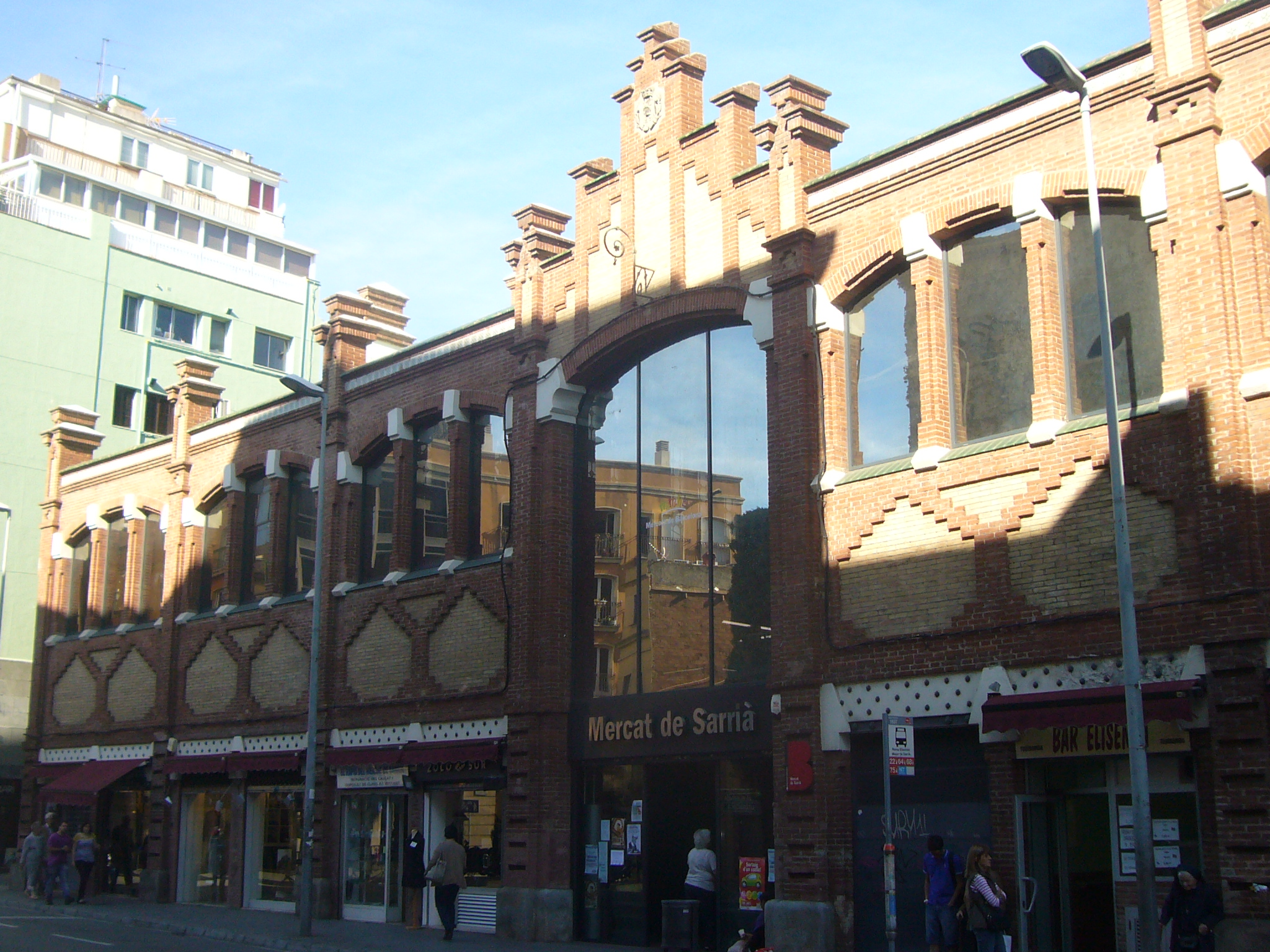
Mercato di Sarrià
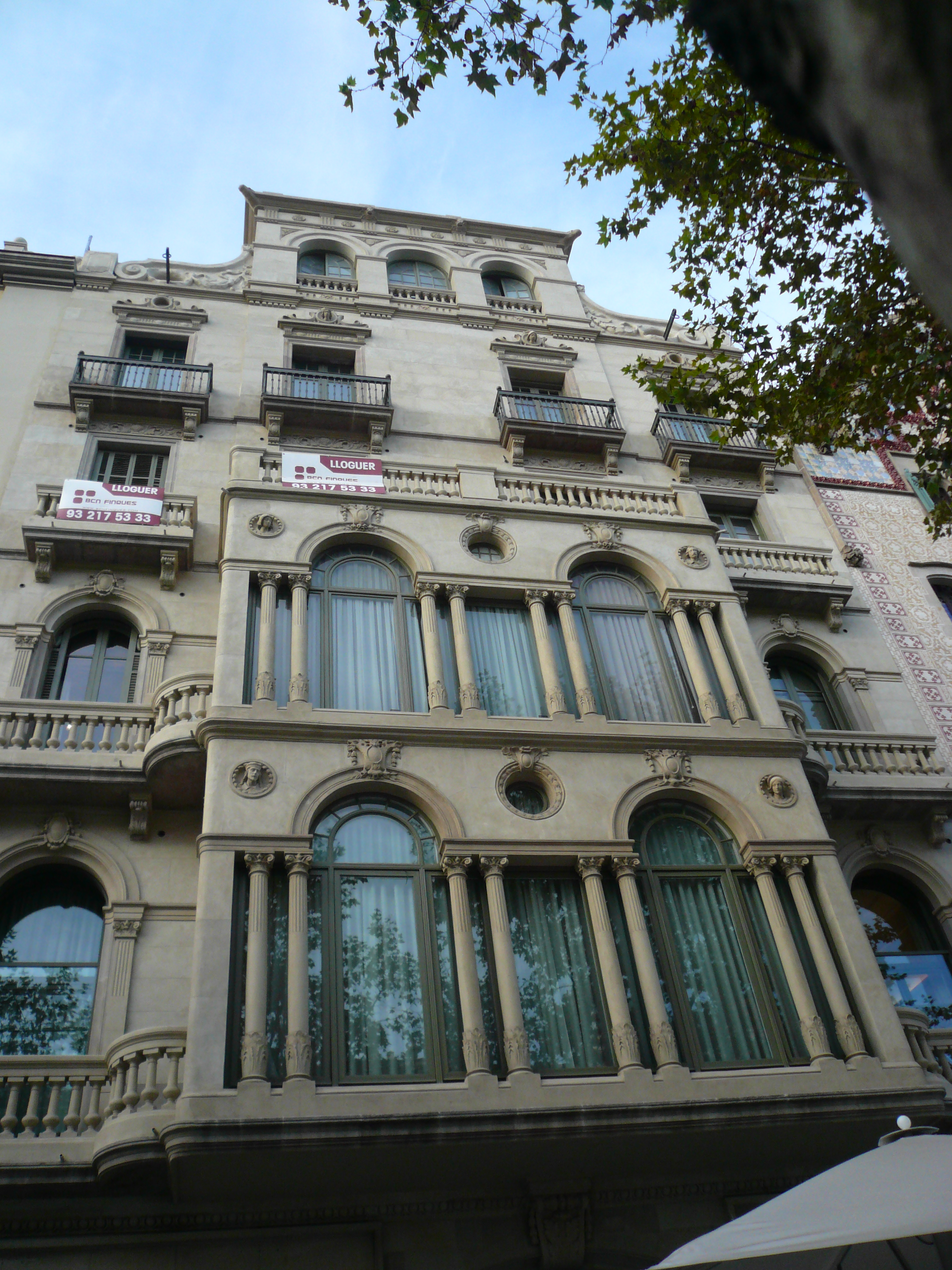
Casa Bonet, Barcellona